# 樋口雄一
樋口 雄一（ひぐち ゆういち、1959年（昭和34年）12月30日 - ）は、日本の政治家。山梨県甲府市長（3期）。元山梨県議会議員（4期）。

## 概要
山梨県甲府市生まれ。山梨県立甲府第一高等学校、専修大学経営学部卒業。1985年から全国労働者共済生活協同組合連合会（全労済）山梨県本部に勤務し、生命保険等の営業に従事する。
1999年、山梨県議会議員選挙に甲府市選挙区から民主党公認で出馬し、初当選した。2001年、山梨県議を辞職し、第19回参議院議員通常選挙に山梨県選挙区から民主党公認で出馬したが、自由民主党の中島真人に敗れ、落選。2003年、再び山梨県議会議員選挙に出馬し、返り咲いた。以後、3期連続で当選し、2007年5月から約2年間、山梨県議会副議長を務める。
2014年9月9日、翌年の甲府市長選挙に出馬する意向を表明。10月3日、山梨県議を辞職し、民主党を離党。
2015年1月25日投開票の甲府市長選挙では、民主党、維新の党、公明党の3党から推薦を受けた。不出馬を表明した宮島雅展甲府市長による12年間の市政の継承を掲げ、3人の対立候補を破り初当選した。投票率は43.13％。
2019年1月、日本共産党公認の新人を破り再選を果たした。
2023年1月22日投開票の市長選で日本共産党公認の新人ら2人を破り3選。

## 市政
- 2020年4月27日、新型コロナウイルス対策の財源に充てるため、自身を含む特別職5人の月額給与を5月から半年間10％減額すると発表した。市議会議員についても議員報酬を一律月額4万円、半年間カットすると述べた[8]。